# Hanae Shibata
Hanae Shibata (jap. 柴田 華絵, Shibata Hanae; * 27. Juli 1992 in Kitakyūshū, Präfektur Fukuoka) ist eine japanische Fußballspielerin.

## Vereinskarriere
Shibata kam durch ihren älteren Bruder zum Fußball. Von 2007 bis 2010 spielte sie für den Fußball-Club ihrer Mittel- und Oberschule Kamimura Gakuen. Im Jahr 2011 wechselte sie zu den Urawa Red Diamonds Ladies in die höchste japanische Frauenliga. Ihr erstes Spiel für die Urawa Red Diamonds Ladies bestritt sie am 29. April 2011 gegen Okayama Yunogo Belle. Der erste Treffer gelang ihr am 23. Oktober 2011 ebenfalls in einem Spiel gegen Okayama Yunogo Belle.

## Nationalmannschaft
Shibata begann ihre internationale Karriere im Jahr 2007, als sie für die U-15-Nationalmannschaft nominiert wurde. 2011 trug sie maßgeblich zum Gewinn der U-19-Asienmeisterschaft 2011 bei. Sie gehörte dem Kader der japanischen U-20-Nationalmannschaft an, der an der U-20-Weltmeisterschaft 2012 in Japan teilnahm. Sie wurde als zweitbeste Spielerin der U-20-Weltmeisterschaft 2012 mit dem silbernen Ball ausgezeichnet.

## Erfolge
- U-19 Asienmeisterin 2011
- U-20-Weltmeisterschaftsdritte 2012
- Silberner Ball als zweitbeste Spielerin der U-20-Weltmeisterschaft 2012